# Berthold Englisch
Berthold Englisch (9 juillet 1851 à Hotzenplotz (Osoblaha)  en Silésie morave – 19 octobre 1897 à Vienne) était un maître d'échecs autrichien.
Agent de change à Vienne de son état, il était issu d'une famille juive. Il mourut en octobre 1897, quelques semaines seulement après que la maladie, l'eut forcé à annuler sa participation au tournoi international des maîtres du club d'échecs de Berlin.

## Tournois
Englisch disputa huit tournois internationaux de 1877 à 1887. Dans les deux plus forts tournoi des années 1880, il fut septième à Vienne en 1882 et cinquième ex æquo au tournoi d'échecs de Londres 1883.
En 1879, étonnant tout le monde, il fut vainqueur à Leipzig au premier congrès de la Fédération allemande des échecs devant Louis Paulsen. Toutefois cela devait rester son plus grand succès en tournoi. L'année suivante, il partagea la première place au tournoi de Wiesbaden avec Blackburne et Adolf Schwarz.

## Matchs
Il perdit un match contre Vincenz Hrubý en 1882 à Vienne (1,5 à 3,5). En 1890, il fut vaincu à Vienne dans un match en cinq parties par le futur champion du monde Emanuel Lasker (+0, -2, =3), tandis qu'en 1896, au même endroit, il fit match nul contre Harry Nelson Pillsbury (+0, -0, =5). On remarquera tout de même qu'il fit jeu égal avec Wilhelm Steinitz dans un match en six parties (+1, -1, =4), et qu'il vainquit Adolf Anderssen au tournoi de Paris en 1878.